# Ostrov (okręg Tulcza)
Ostrov – wieś w Rumunii, w okręgu Tulcza, w gminie Ostrov. W 2011 roku liczyła 1921 mieszkańców.